# Allsvenskan i bandy för damer 2023/2024
Allsvenskan i bandy för damer 2023/2024 är en bandyserie för damer i Sverige under säsongen 2023/24. Det är den näst högsta bandyserien för damer, indelad geografiskt i två grupper. 
Allsvenskan norra består av följande lag: Bollnäs, Edsbyn, HAIK/Selånger, Rättvik, Kalix, Skutskär, Spånga/Bromsten och Söråker
I söderallsvenskan ingår Gripen/Höjden, Hammarby, Vänersborg, Tranås samt utvecklingslag från Skirö, Uppsala, Villa Lidköping och Västerås. 	